# Aedes horotoi
Aedes horotoi är en tvåvingeart som beskrevs av Taylor 1972. Aedes horotoi ingår i släktet Aedes och familjen stickmyggor. Inga underarter finns listade i Catalogue of Life.